# Jamnagar
Jamnagar (en guyaratí: જામનગર ) es una ciudad de la India capital del distrito de Jamnagar, en el estado de Guyarat.

## Geografía
Se encuentra a una altitud de 25 m s. n. m. a 319 km de la capital estatal, Gandhinagar, en la zona horaria UTC +5:30.

## Demografía
Según estimación 2010 contaba con una población de 540 573 habitantes.